# 酒井高徳
酒井 高徳（さかい ごうとく、1991年3月14日 - ）は、アメリカ合衆国ニューヨーク州ニューヨーク市出身のプロサッカー選手。Jリーグ・ヴィッセル神戸所属。ポジションはディフェンダー（サイドバック）、ミッドフィールダー。元日本代表。
四人兄弟の次男で、兄は柔道家の酒井高喜、弟はプロサッカー選手の酒井宣福（サガン鳥栖所属）、酒井高聖。

## 経歴

### プロ入り前
日本人の父親とドイツ人の母親との間にアメリカ合衆国ニューヨーク州ニューヨーク市で生まれ、2歳の時父親の仕事の都合で新潟県三条市に引っ越した。

### アルビレックス新潟時代
10歳でサッカーを始め、三条サッカースポーツ少年団、レザーFSジュニアユースを経て、2006年にJAPANサッカーカレッジ高等部に進学し、開志学園高等学校に籍を置くとともに、アルビレックス新潟ユースに入団。寮生活によって、勉強とサッカーを両立させた。2008年には、2種登録選手としてトップチームにも在籍した。同年11月5日に昇格が発表された。2種登録期間中の11月15日、とりぎんバードスタジアムで行われた天皇杯5回戦（対戦相手: FC東京）に出場し、公式戦に初出場した。
2009年3月7日に味の素スタジアムで開催されたJ1第1節（対戦相手: FC東京）にてリーグ戦に初出場した。同年度は途中出場を中心にリーグ戦18試合に出場した。2010年度よりレギュラーとして試合出場するようになり、翌2011年10月1日の横浜F・マリノス戦（東北電力ビッグスワンスタジアム）にてプロ初得点を挙げた。

### VfBシュトゥットガルト時代

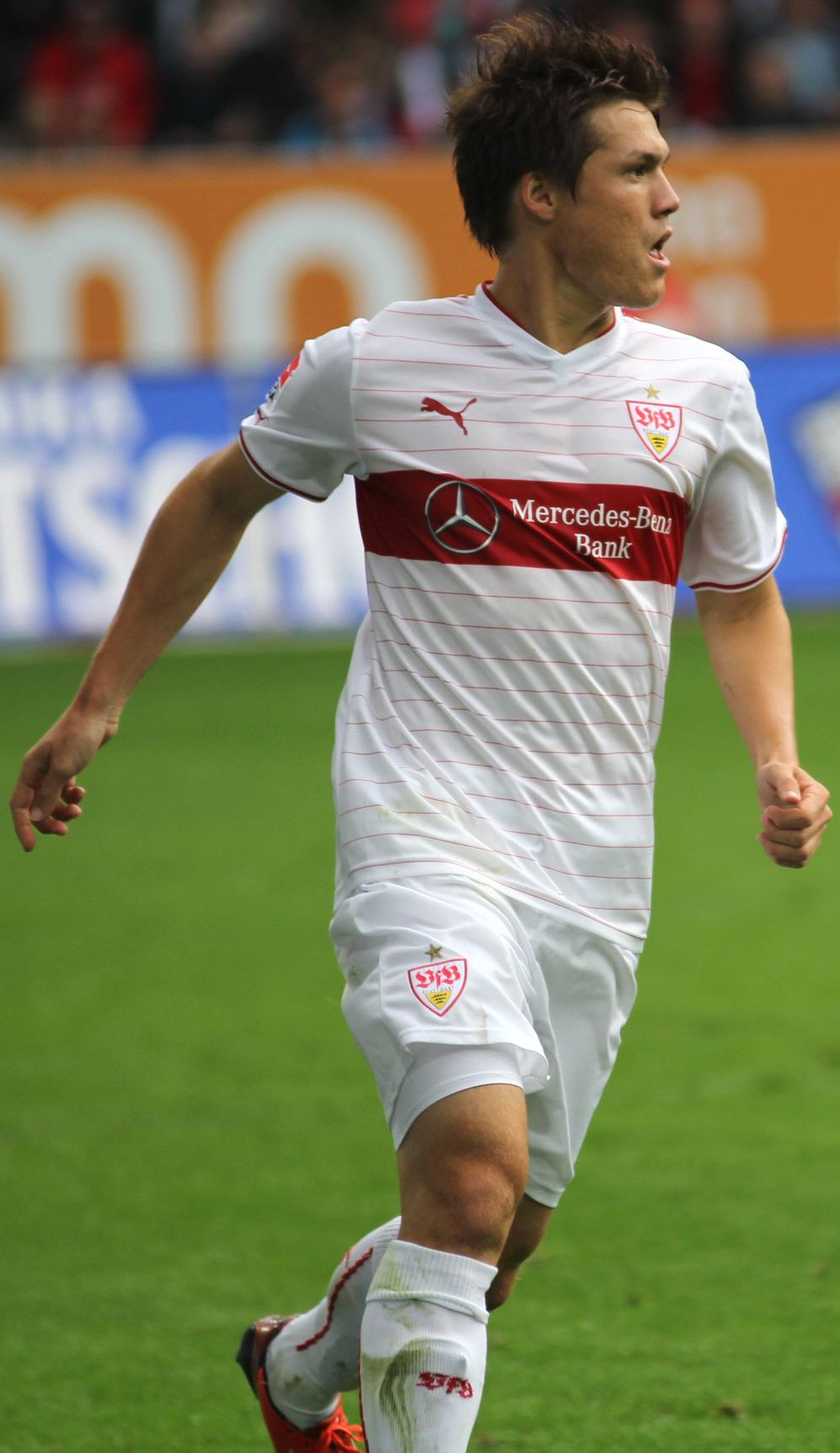
シュトゥットガルト時代（2013年）

2011年12月23日、ブンデスリーガ・VfBシュトゥットガルトへの期限付き移籍が発表された。期限は2013年6月30日まで。新潟の生え抜きの選手が欧州のクラブに移籍するケースはこれが初である。2012年2月11日、第21節ヘルタ・ベルリン戦でスタメンフル出場しブンデスリーガ初出場を果たした。以降途中加入ながらレギュラーに定着し、地元紙からその活躍を絶賛されドイツ紙『WELT』からドイツ代表に招集すべきと報道された。
2013年1月10日、VfBシュトゥットガルトへ完全移籍。契約は16年6月まで。
2015年2月14日、ブンデスリーガ第21節ホッフェンハイム戦でブンデスリーガ初得点を決めた。2014-15シーズンは、開幕当初こそスタメンで起用されたが、チームが残留争いの渦中に立たされたシーズン終盤は控えに甘んじることが多かった。

### ハンブルガーSV時代
シュトゥットガルトでの出場機会は減少した為、移籍を検討。シュトゥットガルトの監督（2011年当時）であったブルーノ・ラッバディアの熱望を受け、2015年7月5日にハンブルガーSVへ完全移籍した。11月7日、第12節ダルムシュタット戦で初先発。2016年2月7日、第20節ケルン戦以降はレギュラーに定着し、3月6日、第25節ヘルタ・ベルリン戦ではブンデスリーガ通算100試合出場を記録。
2016年11月18日、マルクス・ギズドル監督からチームキャプテンに指名された。ブンデスリーガで日本人選手がチームキャプテンを務めるのはこれが史上初である。また、この時より本職であるサイドバックだけでなく、ボランチでプレーする事も増えた。2017年1月28日、ブンデスリーガ第18節FCインゴルシュタット04では自身約2年ぶりのゴールとなるミドルシュートを決めた。最終節、同じく1部残留を争うVfLヴォルフスブルク戦ではフル出場し、2-1の勝利に貢献。結果的にキャプテン就任時はリーグ最下位だったチームを1部残留させる事に成功した。シーズン終了後には今まで一度も2部に降格した事のないチームのキャプテンを任される事について「何が何でも『2部に降格させた初めてのキャプテンが日本人だ』なんていうのは、もう絶対に、絶対に俺のプライドが許さないっていう感じのがありました。その重圧っていうのはすごくありましたね。何なら最終節の試合の途中でも『マジかよ』と思いながらプレーした時間帯もありました」とプレッシャーがかかっていた心境を吐露した。
2017-18シーズンもキャプテンとしてプレーするも、チームは55年目のシーズンでクラブ史上初の2部降格が決定した。スュペル・リグのベシクタシュJKが関心を示していたものの、シーズン終了後にハンブルガーとの契約を延長し、残留した。
2018-19シーズンは、終盤まで自動昇格圏内の2位以内を維持していたが終盤に大失速し、プレーオフに参戦できる3位にも入れず、4位に終わった。1年での昇格を逃したチームの状況によりサポーターから槍玉にあげられ、最終節のMSVデュースブルク戦ではサポーターからブーイングを浴びせられた。そのブーイングに対して、試合終了後にルイス・ホルトビーらチームメイトが批判し、酒井をかばっている。しかし、昇格を逃した戦犯扱いは変わらず、19-20シーズンに向けてのキャンプに参加した酒井が映っている写真がチームのInstagramに上がると、それが炎上する事態となった。

### ヴィッセル神戸時代
2019年8月14日、ヴィッセル神戸への完全移籍を発表した。8月17日、第23節の浦和レッズ戦で2011年以来8年ぶりのJリーグ復帰を果たした。以降は神戸の主力選手として活躍し、翌年1月1日に行われた鹿島アントラーズとの天皇杯決勝戦で勝利し、自身初のタイトルを獲得した。2020年1月13日、石川県羽咋郡宝達志水町の特使になる。3月30日、2019新型コロナウイルスに感染した事が発覚し入院。4月25日に退院した。Jリーガーとして初の新型コロナウイルス感染者となった。9月5日、第14節の湘南ベルマーレ戦で神戸移籍後初ゴールを挙げた。J1リーグでの得点は9年ぶりとなった。自身初のAFCチャンピオンズリーグでは6試合に出場し、ベスト4進出に貢献した。2021年シーズンは、リーグ戦全38試合にフル出場し、ACL圏内で神戸のJ1最高順位となるリーグ3位に貢献。Jリーグ優秀選手賞にも選出された。2022年シーズンも前年に引き続きリーグ戦全34試合にスタメン出場。メディアからは「鉄人」と称された。
2023年シーズンは開幕から右サイドバックを任され、第3節のガンバ大阪戦でプロ入り後自身初となる1試合2ゴールを決めた。チームに負傷者が続出したこともありチーム状況によってはセンターバックを任され、シーズン終盤に盟友山口蛍が負傷欠場した際にはボランチとして穴を埋めるなどそのポリバレントぶりを遺憾なく発揮。また高いリーダーシップでチームを統率するなど、クラブを初のJ1リーグ優勝に導いた。シーズン終了後には自身初のJリーグベストイレブンに選出された。

### 日本代表

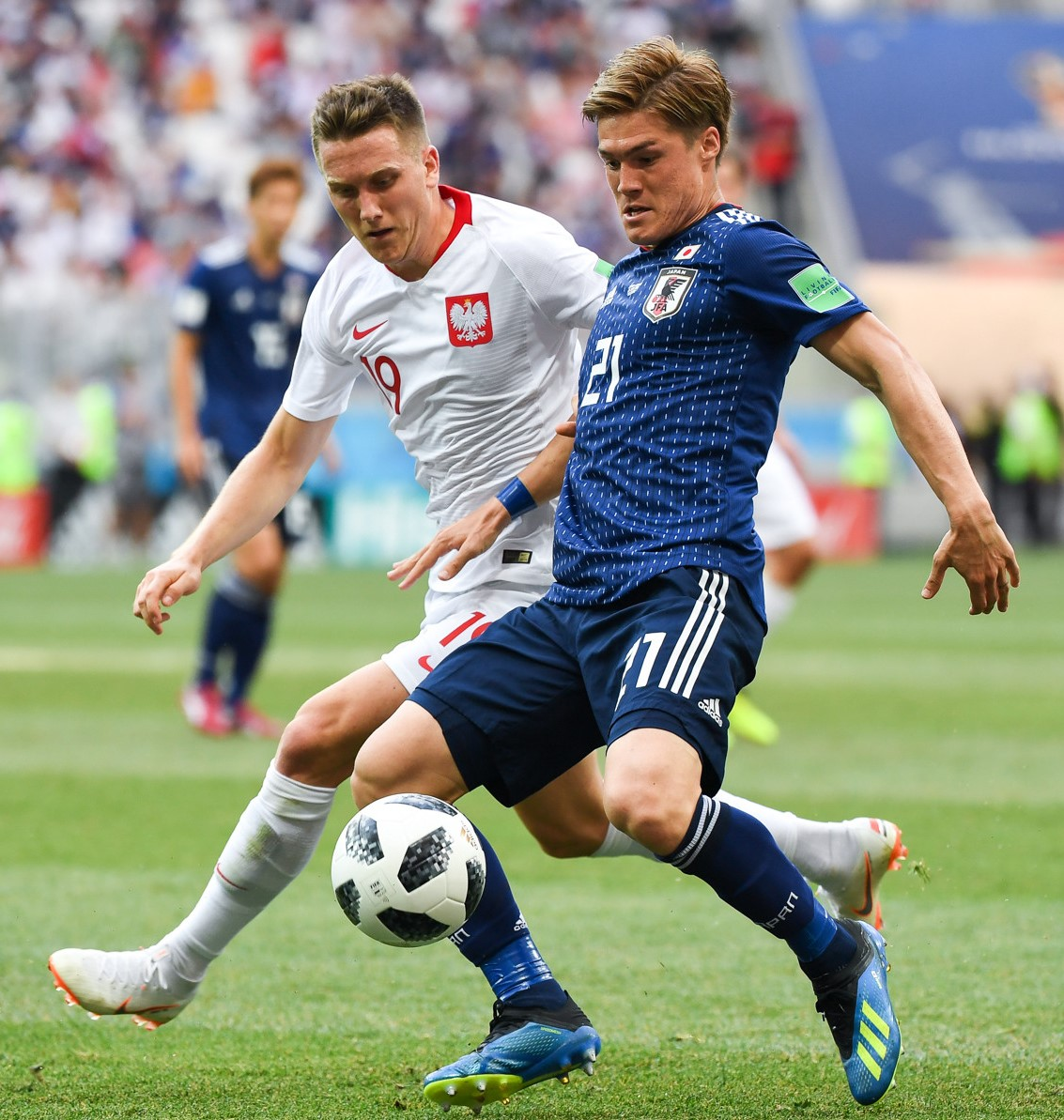
2018ワールドカップ・グループH、対ポーランド戦

2006年、U-16日本代表に選出され、以後U-17、U-18と各カテゴリの代表チームに選出された。2008年にはU-20日本代表へも選出され、SBSカップ 国際ユースサッカーへ出場した。
2010年1月6日にはAFCアジアカップ2011最終予選第5戦（対戦相手: イエメン）に出場する日本代表に選出された が、これがA代表への初選出であった。2010 FIFAワールドカップでは代表チームに選出されなかったが、サポートメンバーの一員としてチームに帯同した。
同年10月にはAFC U-19選手権2010に出場するU-19日本代表チームに選出され、ミッドフィールダーとして3試合に出場したが、準々決勝で敗退し2011 FIFA U-20ワールドカップへの出場権を得る事はできなかった。12月にはAFCアジアカップ2011本大会に出場する日本代表に選出された が、腰痛のためチームから離脱した。
2011年6月より、U-22日本代表に選出されロンドンオリンピック予選 に出場した。2012年のオリンピック本大会のメンバーにも選出され、右SBの酒井宏樹、左SBの徳永悠平のバックアップという位置付けながら 酒井宏樹の負傷もあって4試合に出場し、ベスト4入りに貢献した。
2012年9月6日に故郷、新潟にある新潟スタジアムで行われたキリンチャレンジカップ2012、対UAE戦でA代表デビューを果たした。
2014年5月12日にW杯ブラジル大会の日本代表メンバーに選出された。しかし、本大会での出場機会はなくチームもグループリーグで敗退した。
日本代表がハビエル・アギーレ体制になってからは、それまで右SBを務めていた内田篤人の負傷離脱などの影響で重用されるようになり、アギーレ体制での試合全てに出場する。2015年1月のAFCアジアカップ2015でも全ての試合で先発フル出場するも、チームは準々決勝で敗れた。
代表監督がヴァイッド・ハリルホジッチに変わってからも引き続き招集され、当時クラブで担当していた事もあり、手薄であったDHとして出場した試合もあったが、目立った活躍ができずDH要員から構想外となると、両SBのバックアッパーと言う立場は変わらなかった。2018年5月31日にW杯ロシア大会の日本代表メンバーに選出された。第3戦のポーランド戦に先発でW杯初出場を果たしたが、ポジションは本来とは違う右MFであった。敗退後に、「次のW杯を、僕は目指すつもりはない。未来と希望がある選手が目指したほうがいい」と述べ、今大会を最後のW杯とする意向を明かしている。

## 人物
利き足含めスポーツを行う際は右利きだが、利き手は左である。ちなみに筆記も左手で行うが、サインは右手で書く。

## プレースタイル
フィジカルが強く、長い距離をアップダウンすることができるスタミナが持ち味で、左右サイドハーフのポジションでもプレーする事ができる。「キックは両足とも自信がある」と語っており、利き足ではない左足のフリーキックを託されることもある。また、対人守備おいて絶対的な安定感をみせチームからの信頼は厚い(後述)。
ハンブルガーSVの監督であるブルーノ・ラッバディアからは「彼のメンタリティーはピカイチ」「彼はものすごくフレキシブルな選手。両利きで、左サイドバックも右サイドバックもできる。それに、攻撃の起点としても強力だ」などと称賛されている。
ドルトムントU-17の監督として2013-14シーズンから2季連続優勝などしたハネス・ボルフ監督には「『6番のポジション』でもプレーできるサイドバックはなかなかいないから」とユーティリティー性を同じく評価されている（6番とは守備的ミッドフィルダーのポジション）。

## 所属クラブ
- 000000 - 2002年 三条SSS (大崎小)
- 2003年 - 2005年 レザーFSJr.ユース (大崎中)
- 2006年 - 2008年 アルビレックス新潟ユース (開志学園高)
- 2009年 - 2013年 アルビレックス新潟
  - 2011年12月 - 2013年1月 VfBシュトゥットガルト (期限付き移籍)
- 2013年1月 - 2015年 VfBシュトゥットガルト
- 2015年 - 2019年8月 ハンブルガーSV
- 2019年8月 - ヴィッセル神戸

## 個人成績
| 国内大会個人成績 | 国内大会個人成績   | 国内大会個人成績 | 国内大会個人成績 | 国内大会個人成績 | 国内大会個人成績 | 国内大会個人成績 | 国内大会個人成績 | 国内大会個人成績 | 国内大会個人成績 | 国内大会個人成績 | 国内大会個人成績 |
| 年度             | クラブ             | 背番号           | リーグ           | リーグ戦         | リーグ戦         | リーグ杯         | リーグ杯         | オープン杯       | オープン杯       | 期間通算         | 期間通算         |
| 年度             | クラブ             | 背番号           | リーグ           | 出場             | 得点             | 出場             | 得点             | 出場             | 得点             | 出場             | 得点             |
| 日本             | 日本               | 日本             | 日本             | リーグ戦         | リーグ戦         | リーグ杯         | リーグ杯         | 天皇杯           | 天皇杯           | 期間通算         | 期間通算         |
| ---------------- | ------------------ | ---------------- | ---------------- | ---------------- | ---------------- | ---------------- | ---------------- | ---------------- | ---------------- | ---------------- | ---------------- |
| 2008             | 新潟               | 29               | J1               | 0                | 0                | 0                | 0                | 1                | 0                | 1                | 0                |
| 2009             | 新潟               | 24               | J1               | 18               | 0                | 4                | 0                | 1                | 0                | 23               | 0                |
| 2010             | 新潟               | 24               | J1               | 31               | 0                | 4                | 0                | 0                | 0                | 35               | 0                |
| 2011             | 新潟               | 24               | J1               | 25               | 1                | 3                | 0                | 2                | 0                | 30               | 1                |
| ドイツ           | ドイツ             | ドイツ           | ドイツ           | リーグ戦         | リーグ戦         | リーグ杯         | リーグ杯         | DFBポカール      | DFBポカール      | 期間通算         | 期間通算         |
| 2011-12          | シュトゥットガルト | 2                | ブンデス1部      | 14               | 0                | -                | -                | -                | -                | 14               | 0                |
| 2012-13          | シュトゥットガルト | 2                | ブンデス1部      | 27               | 0                | -                | -                | 4                | 0                | 31               | 0                |
| 2013-14          | シュトゥットガルト | 2                | ブンデス1部      | 28               | 0                | -                | -                | 2                | 0                | 30               | 0                |
| 2014-15          | シュトゥットガルト | 2                | ブンデス1部      | 18               | 1                | -                | -                | 1                | 0                | 19               | 1                |
| 2015-16          | ハンブルガーSV     | 24               | ブンデス1部      | 22               | 0                | -                | -                | 1                | 0                | 23               | 0                |
| 2016-17          | ハンブルガーSV     | 24               | ブンデス1部      | 33               | 1                | -                | -                | 4                | 0                | 37               | 1                |
| 2017-18          | ハンブルガーSV     | 24               | ブンデス1部      | 28               | 0                | -                | -                | 1                | 0                | 29               | 0                |
| 2018-19          | ハンブルガーSV     | 24               | ブンデス2部      | 31               | 0                | -                | -                | 3                | 0                | 34               | 0                |
| 日本             | 日本               | 日本             | 日本             | リーグ戦         | リーグ戦         | リーグ杯         | リーグ杯         | 天皇杯           | 天皇杯           | 期間通算         | 期間通算         |
| 2019             | 神戸               | 24               | J1               | 12               | 0                | -                | -                | 4                | 0                | 16               | 0                |
| 2020             | 神戸               | 24               | J1               | 32               | 1                | 1                | 0                | -                | -                | 33               | 1                |
| 2021             | 神戸               | 24               | J1               | 38               | 1                | 7                | 0                | 2                | 0                | 47               | 1                |
| 2022             | 神戸               | 24               | J1               | 34               | 1                | 1                | 0                | 3                | 1                | 38               | 2                |
| 2023             | 神戸               | 24               | J1               | 29               | 2                | 1                | 0                | 3                | 0                | 33               | 2                |
| 2024             | 神戸               | 24               | J1               | 28               | 1                | 0                | 0                | 4                | 0                | 32               | 1                |
| 通算             | 日本               | 日本             | J1               | 247              | 7                | 21               | 0                | 20               | 1                | 288              | 8                |
| 通算             | ドイツ             | ドイツ           | ブンデス1部      | 170              | 2                | -                | -                | 13               | 0                | 183              | 2                |
| 通算             | ドイツ             | ドイツ           | ブンデス2部      | 31               | 0                | -                | -                | 3                | 0                | 34               | 0                |
| 総通算           | 総通算             | 総通算           | 総通算           | 448              | 9                | 21               | 0                | 36               | 1                | 505              | 10               |

- 2008年は2種登録

その他の公式戦
- 2020年
  - FUJI XEROX SUPER CUP 1試合0得点

| 国際大会個人成績 | 国際大会個人成績   | 国際大会個人成績 | 国際大会個人成績 | 国際大会個人成績 |
| 年度             | クラブ             | 背番号           | 出場             | 得点             |
| UEFA             | UEFA               | UEFA             | UEFA EL          | UEFA EL          |
| ---------------- | ------------------ | ---------------- | ---------------- | ---------------- |
| 2012-13          | シュトゥットガルト | 2                | 9                | 1                |
| 2013-14          | シュトゥットガルト | 2                | 2                | 0                |
| AFC              | AFC                | AFC              | ACL              | ACL              |
| 2020             | 神戸               | 24               | 6                | 0                |
| 2022             | 神戸               | 24               | 5                | 0                |
| 2024-25          | 神戸               | 24               | 3                | 0                |
| 通算             | UEFA               | UEFA             | 11               | 1                |
| 通算             | AFC                | AFC              | 14               | 0                |

その他の国際公式戦
- 2012年
  - UEFAヨーロッパリーグ 2012-13 予選プレーオフ 9試合1得点
- 2012年
  - UEFAヨーロッパリーグ 2013-14 予選プレーオフ 2試合0得点
- 2022年
  - AFCチャンピオンズリーグ2022・プレーオフ 1試合0得点

## 日本代表歴

### 出場大会
- U-15日本代表（2006年）
- U-16日本代表（2007年）
- U-17日本代表（2008年）
- U-18日本代表
  - 2009年 AFC U-19選手権2010 (予選) (出場4試合2得点)
- U-19日本代表
  - 2010年 AFC U-19選手権2010 (出場3試合0得点)
- U-20日本代表
  - 2010年 仙台カップ国際ユースサッカー大会
- U-23日本代表
  - 2011年-2012年 ロンドンオリンピック アジア予選(出場2試合0得点)
  - 2012年 トゥーロン国際大会
  - 2012年 ロンドンオリンピック (出場4試合0得点)
- 日本代表
  - 2013年 FIFAコンフェデレーションズカップ2013
  - 2014年 2014 FIFAワールドカップ
  - 2015年 AFCアジアカップ2015
  - 2016年 キリンカップサッカー2016
  - 2018年 2018 FIFAワールドカップ

### 試合数
- 国際Aマッチ 42試合 0得点 (2012年 - 2018年)[3]

| 日本代表 | 国際Aマッチ | 国際Aマッチ |
| 年       | 出場        | 得点        |
| -------- | ----------- | ----------- |
| 2012     | 2           | 0           |
| 2013     | 9           | 0           |
| 2014     | 7           | 0           |
| 2015     | 7           | 0           |
| 2016     | 7           | 0           |
| 2017     | 4           | 0           |
| 2018     | 6           | 0           |
| 通算     | 42          | 0           |

### 出場
| No. | 開催日         | 開催都市         | スタジアム                                   | 対戦国                   | 結果        | 監督                       | 大会                                                           |
| --- | -------------- | ---------------- | -------------------------------------------- | ------------------------ | ----------- | -------------------------- | -------------------------------------------------------------- |
| 1.  | 2012年9月6日   | 新潟             | 東北電力ビッグスワンスタジアム               | アラブ首長国連邦         | ○1-0        | アルベルト・ザッケローニ   | キリンチャレンジカップ2012                                     |
| 2.  | 2012年11月14日 | オマーン         | スルタン・カーブース・スポーツコンプレックス | オマーン                 | ○2-1        | アルベルト・ザッケローニ   | 2014 FIFAワールドカップ・アジア最終予選                        |
| 3.  | 2013年2月6日   | 神戸             | ホームズスタジアム神戸                       | ラトビア                 | ○3-0        | アルベルト・ザッケローニ   | キリンチャレンジカップ2013                                     |
| 4.  | 2013年3月22日  | アル・アイン     | ハリーファ国際スタジアム                     | カナダ                   | ○2-1        | アルベルト・ザッケローニ   | 国際親善試合                                                   |
| 5.  | 2013年3月26日  | アンマン         | アンマン国際スタジアム                       | ヨルダン                 | ●1-2        | アルベルト・ザッケローニ   | 2014 FIFAワールドカップ・アジア最終予選                        |
| 6.  | 2013年8月14日  | 利府             | 宮城スタジアム                               | ウルグアイ               | ●2-4        | アルベルト・ザッケローニ   | キリンチャレンジカップ2013                                     |
| 7.  | 2013年9月6日   | 大阪             | 長居陸上競技場                               | グアテマラ               | ○3-0        | アルベルト・ザッケローニ   | キリンチャレンジカップ2013                                     |
| 8.  | 2013年9月10日  | 横浜             | 日産スタジアム                               | ガーナ                   | ○3-1        | アルベルト・ザッケローニ   | キリンチャレンジカップ2013                                     |
| 9.  | 2013年10月15日 | ジョジナ         | トルペド・スタジアム                         | ベラルーシ               | ●0-1        | アルベルト・ザッケローニ   | 国際親善試合                                                   |
| 10. | 2013年11月16日 | ヘンク           | クリスタル・アレナ                           | オランダ                 | △2-2        | アルベルト・ザッケローニ   | 国際親善試合                                                   |
| 11. | 2013年11月19日 | ブリュッセル     | ボードゥアン国王競技場                       | ベルギー                 | ○3-2        | アルベルト・ザッケローニ   | 国際親善試合                                                   |
| 12. | 2014年3月5日   | 新宿             | 国立霞ヶ丘競技場陸上競技場                   | ニュージーランド         | ○4-2        | アルベルト・ザッケローニ   | キリンチャレンジカップ2014                                     |
| 13. | 2014年9月5日   | 札幌             | 札幌ドーム                                   | ウルグアイ               | ●0-2        | ハビエル・アギーレ         | キリンチャレンジカップ2014                                     |
| 14. | 2014年9月9日   | 横浜             | 日産スタジアム                               | ベネズエラ               | ○3-0        | ハビエル・アギーレ         | キリンチャレンジカップ2014                                     |
| 15. | 2014年10月10日 | 新潟             | デンカビックスワンスタジアム                 | ジャマイカ               | ○1-0        | ハビエル・アギーレ         | キリンチャレンジカップ2014                                     |
| 16. | 2014年10月14日 | カラン           | シンガポール・ナショナルスタジアム           | ブラジル                 | ●0-4        | ハビエル・アギーレ         | 国際親善試合                                                   |
| 17. | 2014年11月14日 | 豊田             | 豊田スタジアム                               | ホンジュラス             | ○6-0        | ハビエル・アギーレ         | キリンチャレンジカップ2014                                     |
| 18. | 2014年11月18日 | 大阪             | ヤンマースタジアム長居                       | オーストラリア           | ○2-1        | ハビエル・アギーレ         | キリンチャレンジカップ2014                                     |
| 19. | 2015年1月12日  | ニューカッスル   | ニューカッスル国際スポーツセンター           | パレスチナ               | ○4-0        | ハビエル・アギーレ         | AFCアジアカップ2015                                            |
| 20. | 2015年1月16日  | ブリスベン       | ブリスベン・スタジアム                       | イラク                   | ○1-0        | ハビエル・アギーレ         | AFCアジアカップ2015                                            |
| 21. | 2015年1月20日  | メルボルン       | メルボルン・レクタンギュラー・スタジアム     | ヨルダン                 | ○2-0        | ハビエル・アギーレ         | AFCアジアカップ2015                                            |
| 22. | 2015年1月23日  | シドニー         | スタジアム・オーストラリア                   | アラブ首長国連邦         | ●1-1(PK4-5) | ハビエル・アギーレ         | AFCアジアカップ2015                                            |
| 23. | 2015年3月31日  | 調布             | 味の素スタジアム                             | ウズベキスタン           | ○5-1        | ヴァイッド・ハリルホジッチ | JALチャレンジカップ2015                                        |
| 24. | 2015年10月8日  | マスカット       | シーブ・スタジアム                           | シリア                   | ○3-0        | ヴァイッド・ハリルホジッチ | 2018 FIFAワールドカップ・アジア2次予選兼AFCアジアカップUAE予選 |
| 25. | 2015年10月13日 | テヘラン         | アザディスタジアム                           | イラン                   | △1-1        | ヴァイッド・ハリルホジッチ | 国際親善試合                                                   |
| 26. | 2016年3月29日  | さいたま         | 埼玉スタジアム2002                           | シリア                   | ○5-0        | ヴァイッド・ハリルホジッチ | 2018 FIFAワールドカップ・アジア2次予選兼AFCアジアカップUAE予選 |
| 27. | 2016年6月7日   | 吹田             | 市立吹田サッカースタジアム                   | ボスニア・ヘルツェゴビナ | ●1-2        | ヴァイッド・ハリルホジッチ | キリンカップサッカー2016                                       |
| 28. | 2016年9月1日   | さいたま         | 埼玉スタジアム2002                           | アラブ首長国連邦         | ●1-2        | ヴァイッド・ハリルホジッチ | 2018 FIFAワールドカップ・アジア最終予選                        |
| 29. | 2016年9月6日   | バンコク         | ラジャマンガラ競技場                         | タイ                     | ○2-0        | ヴァイッド・ハリルホジッチ | 2018 FIFAワールドカップ・アジア最終予選                        |
| 30. | 2016年10月6日  | さいたま         | 埼玉スタジアム2002                           | イラク                   | ○2-1        | ヴァイッド・ハリルホジッチ | 2018 FIFAワールドカップ・アジア最終予選                        |
| 31. | 2016年10月11日 | メルボルン       | ドックランズ・スタジアム                     | オーストラリア           | △1-1        | ヴァイッド・ハリルホジッチ | 2018 FIFAワールドカップ・アジア最終予選                        |
| 32. | 2016年11月11日 | 鹿嶋             | 茨城県立カシマサッカースタジアム             | オマーン                 | ○4-0        | ヴァイッド・ハリルホジッチ | キリンチャレンジカップ2016                                     |
| 33. | 2017年3月28日  | さいたま         | 埼玉スタジアム2002                           | タイ                     | ○4-0        | ヴァイッド・ハリルホジッチ | 2018 FIFAワールドカップ・アジア最終予選                        |
| 34. | 2017年6月13日  | テヘラン         | シャヒード・ダストゲルディ・スタジアム       | イラク                   | △1-1        | ヴァイッド・ハリルホジッチ | 2018 FIFAワールドカップ・アジア最終予選                        |
| 35. | 2017年10月10日 | 横浜             | 日産スタジアム                               | ハイチ                   | △3-3        | ヴァイッド・ハリルホジッチ | キリンチャレンジカップ2017                                     |
| 36. | 2017年11月14日 | ブルッヘ         | ヤン・ブレイデルスタディオン                 | ベルギー                 | ●0-1        | ヴァイッド・ハリルホジッチ | 国際親善試合                                                   |
| 37. | 2018年3月23日  | リエージュ       | スタッド・モーリス・デュフラン               | マリ                     | △1-1        | ヴァイッド・ハリルホジッチ | 国際親善試合                                                   |
| 38. | 2018年3月27日  | リエージュ       | スタッド・モーリス・デュフラン               | ウクライナ               | ●1-2        | ヴァイッド・ハリルホジッチ | キリンチャレンジカップ2018                                     |
| 39. | 2018年5月30日  | 横浜             | 日産スタジアム                               | ガーナ                   | ●0-2        | 西野朗                     | キリンチャレンジカップ2018                                     |
| 40. | 2018年6月8日   | ルガーノ         | スタディオ・ディ・コルナレード               | スイス                   | ●0-2        | 西野朗                     | 国際親善試合                                                   |
| 41. | 2018年6月12日  | インスブルック   | ティヴォリ・シュターディオン                 | パラグアイ               | ○4-2        | 西野朗                     | 国際親善試合                                                   |
| 42. | 2018年6月28日  | ヴォルゴグラード | ヴォルゴグラード・アリーナ                   | ポーランド               | ●0-1        | 西野朗                     | 2018 FIFAワールドカップ                                        |

## タイトル

### クラブ
ヴィッセル神戸
- J1リーグ：2回（2023年、2024年）
- 天皇杯 JFA 全日本サッカー選手権大会：2回（2019年、2024年）
- FUJI XEROX SUPER CUP：1回（2020年）

### 個人
ヴィッセル神戸
- Jリーグベストイレブン：1回（2023年）
- Jリーグ優秀選手賞：3回（2021年、2023年、2024年）

アルビレックス新潟ユース
- 仙台カップ国際ユースサッカー大会優秀選手賞（2010年）[50]

## 関連作品

### 書籍
- 『W～ダブル～　- 人とは違う、それでもいい -』（ワニブックス、2019年、ISBN 978-4-8470-9786-7）[51]